# Collegio di Stoke-on-Trent Central
Stoke-on-Trent Central è un collegio elettorale dello Staffordshire, nelle Midlands Occidentali, e rappresentato alla Camera dei comuni del Parlamento del Regno Unito. Elegge un membro del parlamento con il sistema first-past-the-post, ossia maggioritario a turno unico; l'attuale parlamentare è Gareth Snell del Partito Laburista e Co-Operativo, che rappresenta il collegio dal 2024.

## Estensione

Stoke-on-Trent Central dal 2010 al 2024

Dal 2010 al 2024, il collegio constava dei seguenti ward elettorali: Abbey Green, Bentilee and Townsend, Berryhill and Hanley East, Hanley West and Shelton, Hartshill and Penkhull, Northwood and Birches Head, e Stoke and Trent Vale, tutti all'interno della città di Stoke-on-Trent.
Dal 2024 è costituito dai ward della città di Stoke-on-Trent di Abbey Hulton; Basford and Hartshill; Bentilee, Ubberley and Townsend; Birches Head and Northwood; Boothen; Etruria and Hanley; Bucknall and Eaton Park; Fenton East; Fenton West and Mount Pleasant; Hanley Park, Joiner's Square and Shelton; Hartshill Park and Stoke; Meir Hay North, Parkhall and Weston Coney; Moorcroft and Sneyd Green; Penkhull and Springfields; Sandford Hill; Trent Vale and Oak Hill e una piccola parte di Longton and Meir Hay South.

## Membri del parlamento
| Elezione | Elezione      | Deputato        | Partito         |
| -------- | ------------- | --------------- | --------------- |
|          | 1950          | Barnett Stross  | Laburista       |
| 1966     | Robert Cant   |                 | Laburista       |
| 1983     | Mark Fisher   |                 | Laburista       |
| 2010     | Tristram Hunt |                 | Laburista       |
| 2017 (S) | Gareth Snell  | Laburista Co-Op |                 |
|          | 2019          | Jo Gideon       | Conservatore    |
|          | 2024          | Gareth Snell    | Laburista Co-Op |

## Elezioni

### Elezioni negli anni 2020
| Partito                    | Partito                                                 | Candidato                  | Risultati 4 luglio 2024 | Risultati 4 luglio 2024 |
| Partito                    | Partito                                                 | Candidato                  | Voti                    | %                       |
| -------------------------- | ------------------------------------------------------- | -------------------------- | ----------------------- | ----------------------- |
|                            | Laburista Co-Op                                         | Gareth Snell               | 14 950                  | 42,36                   |
|                            | Reform UK                                               | Luke Shenton               | 8 541                   | 24,20                   |
|                            | Conservatore                                            | Chandra Kanneganti         | 6 221                   | 17,63                   |
|                            | Indipendente                                            | Navid Kaleem               | 2 281                   | 6,46                    |
|                            | Verdi                                                   | Adam Colclough             | 1 703                   | 4,83                    |
|                            | Lib Dem                                                 | Laura McCarthy             | 999                     | 2,83                    |
|                            | Indipendente                                            | Andy Polshaw               | 315                     | 0,89                    |
|                            | Indipendente                                            | AliRom Alirom              | 279                     | 0,79                    |
|                            |                                                         |                            |                         |                         |
| Iscritti                   | Iscritti                                                | Iscritti                   | 73 693                  | 100,00                  |
| ↳ Votanti (% su iscritti)  | ↳ Votanti (% su iscritti)                               | ↳ Votanti (% su iscritti)  | 35 289                  | 47,89                   |
| ↳ Astenuti (% su iscritti) | ↳ Astenuti (% su iscritti)                              | ↳ Astenuti (% su iscritti) | 38 404                  | 52,11                   |
|                            |                                                         |                            |                         |                         |
|                            | Esito: collegio passa da Conservatore a Laburista Co-Op |                            |                         |                         |

### Elezioni negli anni 2010
| Partito                    | Partito                                                 | Candidato                  | Risultati 12 dicembre 2019 | Risultati 12 dicembre 2019 |
| Partito                    | Partito                                                 | Candidato                  | Voti                       | %                          |
| -------------------------- | ------------------------------------------------------- | -------------------------- | -------------------------- | -------------------------- |
|                            | Conservatore                                            | Jo Gideon                  | 14 557                     | 45,39                      |
|                            | Laburista Co-Op                                         | Gareth Snell               | 13 887                     | 43,30                      |
|                            | Brexit                                                  | Tariq Mahmood              | 1 691                      | 5,27                       |
|                            | Lib Dem                                                 | Steven Pritchard           | 1 116                      | 3,48                       |
|                            | Verdi                                                   | Adam Colclough             | 819                        | 2,55                       |
|                            |                                                         |                            |                            |                            |
| Iscritti                   | Iscritti                                                | Iscritti                   | 55 424                     | 100,00                     |
| ↳ Votanti (% su iscritti)  | ↳ Votanti (% su iscritti)                               | ↳ Votanti (% su iscritti)  | 32 070                     | 57,86                      |
| ↳ Astenuti (% su iscritti) | ↳ Astenuti (% su iscritti)                              | ↳ Astenuti (% su iscritti) | 23 354                     | 42,14                      |
|                            |                                                         |                            |                            |                            |
|                            | Esito: collegio passa da Laburista Co-Op a Conservatore |                            |                            |                            |

| Partito                    | Partito                                      | Candidato                  | Risultati 8 giugno 2017 | Risultati 8 giugno 2017 |
| Partito                    | Partito                                      | Candidato                  | Voti                    | %                       |
| -------------------------- | -------------------------------------------- | -------------------------- | ----------------------- | ----------------------- |
|                            | Laburista Co-Op                              | Gareth Snell               | 17 083                  | 51,54                   |
|                            | Conservatore                                 | Daniel Jellyman            | 13 186                  | 39,78                   |
|                            | UKIP                                         | Mick Harold                | 1 608                   | 4,85                    |
|                            | Lib Dem                                      | Peter Andras               | 680                     | 2,05                    |
|                            | Verdi                                        | Adam Colclough             | 378                     | 1,14                    |
|                            | Indipendente                                 | Barbara Fielding           | 210                     | 0,63                    |
|                            |                                              |                            |                         |                         |
| Iscritti                   | Iscritti                                     | Iscritti                   | 58 149                  | 100,00                  |
| ↳ Votanti (% su iscritti)  | ↳ Votanti (% su iscritti)                    | ↳ Votanti (% su iscritti)  | 33 145                  | 57,00                   |
| ↳ Astenuti (% su iscritti) | ↳ Astenuti (% su iscritti)                   | ↳ Astenuti (% su iscritti) | 25 004                  | 43,00                   |
|                            |                                              |                            |                         |                         |
|                            | Esito: collegio confermato a Laburista Co-Op |                            |                         |                         |

| Partito                    | Partito                                      | Candidato                   | Risultati 23 febbraio 2017 | Risultati 23 febbraio 2017 |
| Partito                    | Partito                                      | Candidato                   | Voti                       | %                          |
| -------------------------- | -------------------------------------------- | --------------------------- | -------------------------- | -------------------------- |
|                            | Laburista Co-Op                              | Gareth Snell                | 7 853                      | 37,09                      |
|                            | UKIP                                         | Paul Nuttall                | 5 233                      | 24,72                      |
|                            | Conservatore                                 | Jack Brereton               | 5 154                      | 24,35                      |
|                            | Lib Dem                                      | Zulfiqar Ali                | 2 083                      | 9,84                       |
|                            | Verdi                                        | Adam Colclough              | 294                        | 1,39                       |
|                            | Indipendente                                 | Barbara Fielding            | 137                        | 0,65                       |
|                            | Monster Raving Loony                         | The Incredible Flying Brick | 127                        | 0,60                       |
|                            | BNP                                          | David Furness               | 124                        | 0,59                       |
|                            | Popoli Cristiani                             | Godfrey Davies              | 109                        | 0,51                       |
|                            | Indipendente                                 | Mohammad Akram              | 56                         | 0,26                       |
|                            |                                              |                             |                            |                            |
| Iscritti                   | Iscritti                                     | Iscritti                    | 55 497                     | 100,00                     |
| ↳ Votanti (% su iscritti)  | ↳ Votanti (% su iscritti)                    | ↳ Votanti (% su iscritti)   | 21 200                     | 38,20                      |
| ↳ Astenuti (% su iscritti) | ↳ Astenuti (% su iscritti)                   | ↳ Astenuti (% su iscritti)  | 34 297                     | 61,80                      |
|                            |                                              |                             |                            |                            |
|                            | Esito: collegio confermato a Laburista Co-Op |                             |                            |                            |

| Partito                    | Partito                                | Candidato                  | Risultati 7 maggio 2015 | Risultati 7 maggio 2015 |
| Partito                    | Partito                                | Candidato                  | Voti                    | %                       |
| -------------------------- | -------------------------------------- | -------------------------- | ----------------------- | ----------------------- |
|                            | Laburista                              | Tristram Hunt              | 12 220                  | 39,31                   |
|                            | UKIP                                   | Mick Harold                | 7 041                   | 22,65                   |
|                            | Conservatore                           | Liam Marshall-Ascough      | 7 008                   | 22,55                   |
|                            | Indipendente                           | Mark Breeze                | 2 120                   | 6,82                    |
|                            | Lib Dem                                | Zulfiqar Ali               | 1 296                   | 4,17                    |
|                            | Verdi                                  | Jan Zablocki               | 1 123                   | 3,61                    |
|                            | CISTA                                  | Ali Majid                  | 244                     | 0,78                    |
|                            | The Ubuntu Party                       | Paul Toussaint             | 32                      | 0,10                    |
|                            |                                        |                            |                         |                         |
| Iscritti                   | Iscritti                               | Iscritti                   | 62 292                  | 100,00                  |
| ↳ Votanti (% su iscritti)  | ↳ Votanti (% su iscritti)              | ↳ Votanti (% su iscritti)  | 31 084                  | 49,90                   |
| ↳ Astenuti (% su iscritti) | ↳ Astenuti (% su iscritti)             | ↳ Astenuti (% su iscritti) | 31 208                  | 50,10                   |
|                            |                                        |                            |                         |                         |
|                            | Esito: collegio confermato a Laburista |                            |                         |                         |

| Partito                    | Partito                                | Candidato                  | Risultati 6 maggio 2010 | Risultati 6 maggio 2010 |
| Partito                    | Partito                                | Candidato                  | Voti                    | %                       |
| -------------------------- | -------------------------------------- | -------------------------- | ----------------------- | ----------------------- |
|                            | Laburista                              | Tristram Hunt              | 12 605                  | 38,82                   |
|                            | Lib Dem                                | John Redfern               | 7 039                   | 21,68                   |
|                            | Conservatore                           | Norsheen Bhatti            | 6 833                   | 21,04                   |
|                            | BNP                                    | Simon Darby                | 2 502                   | 7,71                    |
|                            | UKIP                                   | Carol Lovatt               | 1 402                   | 4,32                    |
|                            | Indipendente                           | Paul Breeze                | 959                     | 2,95                    |
|                            | Indipendente                           | Gary Elsby                 | 399                     | 1,23                    |
|                            | City Independents                      | Brian Ward                 | 303                     | 0,93                    |
|                            | Indipendente                           | Alby Walker                | 295                     | 0,91                    |
|                            | TUSC                                   | Matthew Wright             | 133                     | 0,41                    |
|                            |                                        |                            |                         |                         |
| Iscritti                   | Iscritti                               | Iscritti                   | 61 033                  | 100,00                  |
| ↳ Votanti (% su iscritti)  | ↳ Votanti (% su iscritti)              | ↳ Votanti (% su iscritti)  | 32 470                  | 53,20                   |
| ↳ Astenuti (% su iscritti) | ↳ Astenuti (% su iscritti)             | ↳ Astenuti (% su iscritti) | 28 563                  | 46,80                   |
|                            |                                        |                            |                         |                         |
|                            | Esito: collegio confermato a Laburista |                            |                         |                         |

### Elezioni negli anni 2000
| Partito                    | Partito                                | Candidato                  | Risultati 5 maggio 2005 | Risultati 5 maggio 2005 |
| Partito                    | Partito                                | Candidato                  | Voti                    | %                       |
| -------------------------- | -------------------------------------- | -------------------------- | ----------------------- | ----------------------- |
|                            | Laburista                              | Mark Fisher                | 14 760                  | 52,89                   |
|                            | Lib Dem                                | John Redfern               | 4 986                   | 17,87                   |
|                            | Conservatore                           | Esther Baroudy             | 4 823                   | 17,28                   |
|                            | BNP                                    | Michael Coleman            | 2 178                   | 7,80                    |
|                            | UKIP                                   | Joseph Bonfiglio           | 914                     | 3,28                    |
|                            | Alternativa Socialista                 | Jim Cessford               | 246                     | 0,88                    |
|                            |                                        |                            |                         |                         |
| Iscritti                   | Iscritti                               | Iscritti                   | 57 659                  | 100,00                  |
| ↳ Votanti (% su iscritti)  | ↳ Votanti (% su iscritti)              | ↳ Votanti (% su iscritti)  | 27 907                  | 48,40                   |
| ↳ Astenuti (% su iscritti) | ↳ Astenuti (% su iscritti)             | ↳ Astenuti (% su iscritti) | 29 752                  | 51,60                   |
|                            |                                        |                            |                         |                         |
|                            | Esito: collegio confermato a Laburista |                            |                         |                         |

| Partito                    | Partito                                | Candidato                  | Risultati 7 giugno 2001 | Risultati 7 giugno 2001 |
| Partito                    | Partito                                | Candidato                  | Voti                    | %                       |
| -------------------------- | -------------------------------------- | -------------------------- | ----------------------- | ----------------------- |
|                            | Laburista                              | Mark Fisher                | 17 170                  | 60,67                   |
|                            | Conservatore                           | Jill Clark                 | 5 325                   | 18,82                   |
|                            | Lib Dem                                | Gavin Webb                 | 4 148                   | 14,66                   |
|                            | Indipendente                           | Richard Wise               | 1 657                   | 5,86                    |
|                            |                                        |                            |                         |                         |
| Iscritti                   | Iscritti                               | Iscritti                   | 59 704                  | 100,00                  |
| ↳ Votanti (% su iscritti)  | ↳ Votanti (% su iscritti)              | ↳ Votanti (% su iscritti)  | 28 300                  | 47,40                   |
| ↳ Astenuti (% su iscritti) | ↳ Astenuti (% su iscritti)             | ↳ Astenuti (% su iscritti) | 31 404                  | 52,60                   |
|                            |                                        |                            |                         |                         |
|                            | Esito: collegio confermato a Laburista |                            |                         |                         |

## Risultati dei referendum

### Referendum sulla permanenza del Regno Unito nell'Unione europea del 2016
|             | Collegio               | Lasciare UE % | Rimanere in UE % |
| ----------- | ---------------------- | ------------- | ---------------- |
|             | Stoke-on-Trent Central | 65,0%         | 35,0%            |
| Inghilterra | 53,3%                  | 46,7%         |                  |
| Regno Unito | 51,9%                  | 48,1%         |                  |